# Poskakujoča bomba
Poskakajoča bomba tudi Wallisova bomba (ang. Bouncing bomb) je vrsta letalske bombe, ki po odmetu poskakuje po vodi in se tako izogne oviram, kot so protitorpedne mreže. 
Razvil jo je med 2. Svetovno vojno britanski inženir Barnes Wallis. Uporabili so jo v operaciji Chastise ("Dambusters"), v kateri so uničili 2 nemška hidroelektrična jeza in poškodovali tretjega. Bombo se je odvrglo pri hitrosti okrog 370 km/h in višini 18 metrov. Pred odmetom vrtela s 500 vrtljajev na minuto. Ko je zadela jez, se je potopila in detonirala na globini okrog 30 metrov.
Bomba je bila valjaste oblike in je imela težo 4200 kilogramov. Od tega je bila 3000 kilogramov eksploziva torpex. Zgradili so 120 bomb, 19 od njih so tudi uporabili.
Barnes Wallis je sicer razvil tudi Grand Slam bombo in Tallboy bombo